# Sironko
Sironko è un centro abitato dell'Uganda, situato nella Regione orientale. 